# Gabriel-Julien Ouvrard

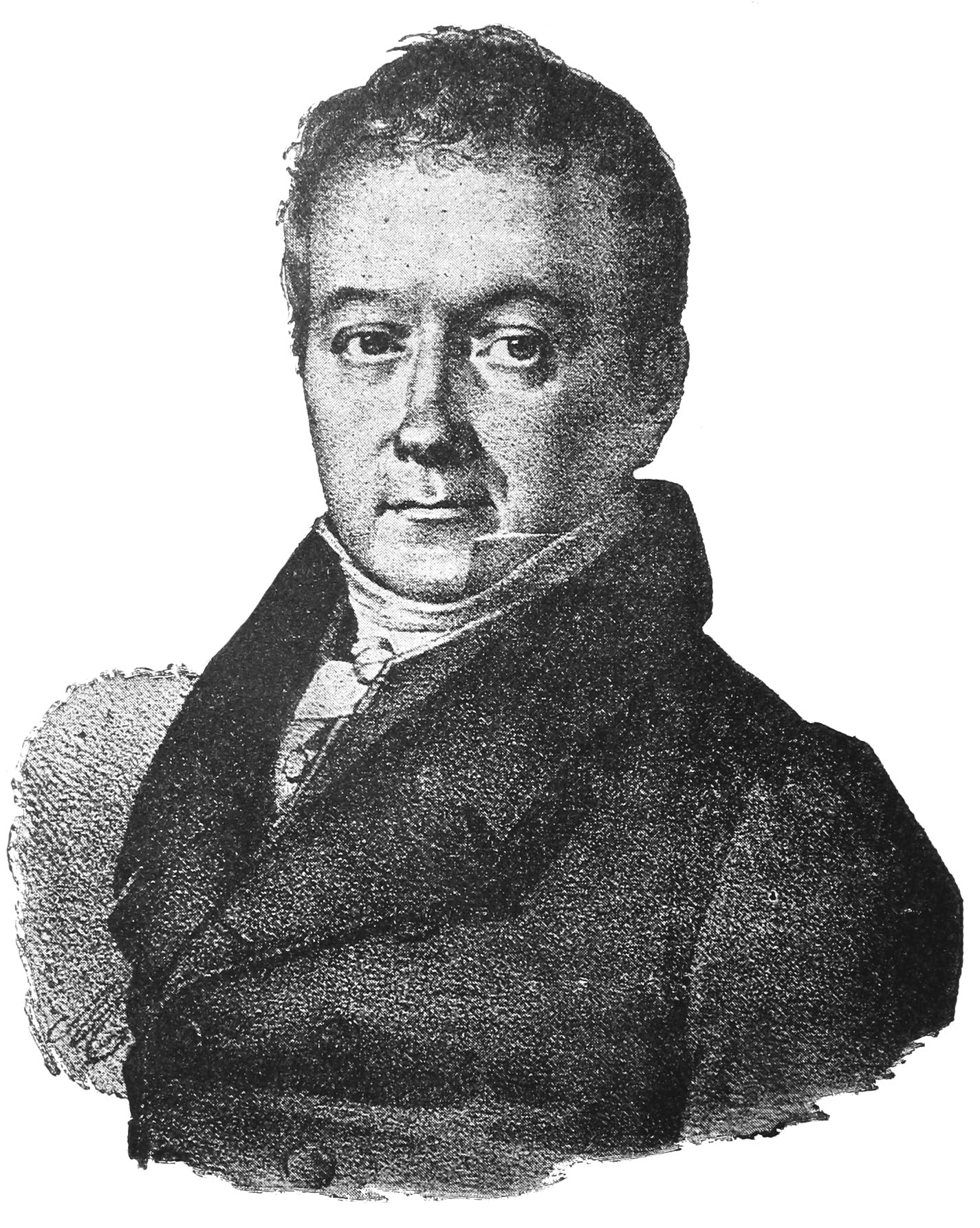
Gabriel-Julien Ouvrard

Gabriel-Julien Ouvrard (* 11. Oktober 1770 in Moulins d’Antières bei Clisson; † Oktober 1846 in London) war ein französischer Großkaufmann, Bankier, Börsenspekulant und Millionär.

## Leben

### Aufstieg in der Revolutionszeit (1789–1799)
Gabriel-Julien Ouvrard war Sohn des Betreibers einer Papierfabrik und ging nach der Zeit auf dem Collège 1788 in die Lehre zu Kolonialwarenhändlern in Nantes. Nach seiner ersten Gründung, ebenfalls Kolonialwaren en gros, tätigte er beherzt eine Spekulation mit der Erlangung der Lieferungskontrakte aller im Umland befindlichen Papierfabriken und erzielte als Neunzehnjähriger einen Gewinn von 300.000 Franken. Schon hier zeigte sich sein Prinzip, nur das En-bloc-Geschäft zu machen und den Teil des Gewinns, der mit der Detaildurchführung zu holen war, anderen Kaufleuten zu überlassen. In Verbindung mit einem Handelshaus in Bordeaux machte er anschließend Geschäfte in Zucker, Kaffee und Baumwolle, der Erfolg brachte ihm jedoch den Ruf ein, ein „Verteuerer der Lebensmittel des Volkes“ zu sein, was in Nantes unter der Terrorherrschaft des Jean-Baptiste Carrier einem Todesurteil gleichkam. Ouvrard setzte sich nach Paris ab und schaffte es nach einer Zeit beim Militär, dort 1794 ein eigenes Bankhaus zu gründen.
Er verkehrte im Salon der Madame Tallien und begegnete 1795 dem Mitglied des Direktoriums Paul de Barras. Ihm unterbreitete er Vorschläge zur Wiederherstellung kreditfähigen Papiergeldes, Barras erkannte Ouvrards Talent und es kam zu einem Treffen, nach dem sich dessen Bank- und Handelsgeschäfte bald denen des Lieferanten unterordneten:
„Mit diesem Tage begannen meine geschäftlichen Beziehungen zu der Regierung. Sie gaben meiner ganzen Tätigkeit eine neue Richtung.“
Ab September 1797 war er Generalproviantmeister und drei Jahre lang für die Verproviantierung der französischen Marine verantwortlich, bei einem Gesamtlieferungsetat von 64 Millionen Franken. Hinzu kam bald ein ähnlicher Auftrag für einen spanischen Flottenverband in Brest.

### Verdruss unter Napoleon (1800–1815)
Napoleons Abneigung gegenüber Kaufleuten war nicht unerklärlich und Ouvrard hielt die prinzipielle Meinungsverschiedenheit in seinen Memoiren fest:
„Napoleon kannte im Grunde genommen keine anderen Einnahmequellen, als die Fiskalität und die Eroberung. Der Kredit war ihm eine Abstraktion; er erblickte darin nichts als Ideologie, leere Hirngespinste der Nationalökonomen.“
Nach einem kritischen Moment im Jahr 1800, als Napoleon eine Prüfung der Marinelieferungen anordnete, Ouvrard kurz inhaftiert war und sich danach zu einer Zahlung von 14 Millionen Franken entschloss, blieb er doch im Geschäft und erhielt zusammen mit dem Getreidehändler und Generalproviantmeister Ignace-Joseph Vanlerberghe den Auftrag für die Heeresverpflegung bei der Rückeroberung Italiens (Feldzug von Marengo).
Einen neuen, auf sechs Jahre angelegten Auftrag zur Marineverpflegung konnte Ouvrard nicht ablehnen. Die für die Invasion Englands vorgesehene Landungsarmee wurde für ihn und Vanlerberghe aber ein Verlustgeschäft, die schlechte Zahlungsmoral zwang ihn zum Verkauf vieler seiner Immobilien. Das seit 1797 von ihm mit allen denkbaren Annehmlichkeiten ausgestattete Anwesen Château du Raincy musste er schließlich nach einem Konkurs 1806 verkaufen. Das Schloss hatte ihm nicht für das eigene Wohlleben gedient, sondern war Mittel zur Korrumpierung einflussreicher Persönlichkeiten – Napoleons General und Kriegsminister Louis-Alexandre Berthier bewohnte im Park ein Jagdschlösschen.
Der Niedergang hatte begonnen, nachdem Ouvrard 1804 von Napoleon als Staatskommissar zum Eintreiben geschuldeter Subsidien nach Spanien geschickt worden war. Mit der Beseitigung einer Hungersnot erwarb er dort bei Karl IV. das Vertrauen für eine Sanierung des spanischen Budgets. Er gründete dafür eine Konsolidierungskasse und eine private Gesellschaft, die an Stelle Spaniens die Subsidien an Frankreich zahlen und als Gegenleistung für die Überführung von spanischen Silbermünzen aus einem mexikanischen Depot nach Europa, Provisionen und Handelskonzessionen bekommen sollte.
Napoleon hatte Spanien zur Parteinahme im französisch-englischen Krieg gezwungen, was Spaniens Seehandel Beschränkungen auferlegte. Deshalb beauftragte Ouvrard für die Ausführungsgeschäfte seines spanischen Vertrages das niederländische Handelshaus Hope & Co. Unter Zuhilfenahme des englischen Handelshauses Baring sollten für das mexikanische Silber in Nordamerika Waren besorgt werden, die über den Atlantik gebracht in Europa wieder zu Geld gemacht würden.
Der Teil des Handels, der Zahlungen an Frankreich vorsah, wurde Ouvrard dadurch erleichtert, dass sein Vertreter in der Leitung der Gesellschaft der vereinigten Kaufleute, Médard Desprez, von Napoleon zum Leiter der Bank von Frankreich bestimmt worden war. Entgegen dem Reglement fing Desprez jedoch an, nicht nur Zahlungsanweisungen der einzelnen Verwaltungsbehörden, sondern auch Wechsel und private Schuldverschreibungen zu den Werten zu rechnen. Der Verleih von Geld an fragwürdige Firmen und ausgiebige Vorfinanzierungen führten dann 1805 zur vorübergehenden Illiquidität der Bank, was allerdings den Zusammenbruch der spanischen Konsolidierungskasse und damit des gesamten Silberschatz-Geschäfts nach sich zog. Napoleons Sieg bei Austerlitz milderte zwar die Wut der geprellten Bankkunden, aber nach der Rückkehr Ende Januar 1806, traf dessen Zorn die Gesellschaft der vereinigten Kaufleute, 141 Millionen Franken sollten zurückgezahlt werden.
Obgleich Ouvrard 1808 durch eine Abmachung mit seinen privaten Gläubigern die geschäftliche Handlungsfreiheit zurückgewinnen konnte, war doch insgesamt die von Napoleon erzwungene Liquidation für ihn eine Katastrophe. 1809 wurde er im Gefängnis Sainte-Pélagie wegen unbezahlter Schulden für drei Monate inhaftiert, kam aber nach Zahlung einer Kaution wieder frei. Da seines Erachtens nur ein Friede auf den Weltmeeren wirtschaftliches Wachstum zurückbringen konnte, bewog er Louis Bonaparte und Joseph Fouché dazu, ihn beim Versuch einer geheimen Aushandlung eines Friedens mit England zu unterstützen, was ihm drei Jahre Gefängnis einbrachte.

### Neue Chancen und Absturz (1816–1846)
Die Ratlosigkeit nach dem Ende der napoleonischen Zeit bot dem optimistischen Kaufmann die Gelegenheit, einen gangbaren Weg aus der Misere aufzuzeigen. Der zweite Pariser Friede vom November 1815 hatte Frankreich die Verpflichtung auferlegt, in fünf Jahresraten 700 Millionen Franken Kriegsentschädigung an die alliierten Mächte zu entrichten, zu denen der Unterhalt ihrer 150000 Mann Truppen hinzugezählt werden musste, die das Land für fünf Jahre besetzen würden. 1816 waren die Möglichkeiten zur Beschaffung barer Gelder erschöpft und das Schatzamt drohte, seine Zahlungen einstellen zu müssen.
Der erste Versuch des Herzogs von Richelieu, Premierminister unter Ludwig XVIII., mit einer Zwangsanleihe von 100 Millionen Franken Barmittel bei wohlhabenden Bürgern abzuschöpfen, hatte vorwiegend zu einem Vertrauensverlust geführt. Er folgte daraufhin dem Rat Ouvrards, eine große französische Rentenanleihe durch Großbanken wie die englische Baring emittieren zu lassen. Käufer sollten zur Verblüffung des Kabinetts die Alliierten sein. Das dadurch wiedergewonnene Vertrauen machte die neue Rente zu einem Erfolg, die Staatskasse füllte sich, die Kriegsentschädigung wurde geleistet und außerordentliche politische Komplikationen abgewendet. Dank der Zahlungen konnte der Premierminister den für 1820 vorgesehenen Abzug der ausländischen Truppen vorverlegen. Nach der Aachener Konvention verließen die alliierten Truppen bis Ende November 1818 den französischen Boden. Ein Geschäft machte Ouvrard bei dem Sanierungswerk nicht, im Gegenteil beschuldigte man ihn der versuchten Übervorteilung und strich ihm die zugesagten Provisionen.
Im Jahr 1823 wurde Ouvrard ohne Wissen des Kriegsministers Herzog von Belluno durch den Generalissimus Herzog von Angoulême als Generalproviantmeister bei der Invasion Spaniens bestätigt. Der vorgesehene Etat deckte jedoch nur die Hälfte der Kosten des Feldzuges, Ouvrard sah sich Bestechungsvorwürfen ausgesetzt und kam für zwei Jahre in Untersuchungshaft. In einer dem königlichen Rat 1826 präsentierten Denkschrift schrieb er:
„Man klagt mich an, öffentliches Vermögen verschwendet zu haben; aber ist daran nicht etwas Lächerliches? War ich verantwortlich für das öffentliche Vermögen? Nein, ich war Spekulant, ich habe Lebensmittel verkauft, ich habe meinen Preis gemacht… Zu teuer verkaufen ist kein Verbrechen… Es lag am Käufer, sich damit auszukennen.“
Unbezahlte Rechnungen aus der Zeit der Silberschatz-Spekulation ließen ihn bis Ende 1829 im Gefängnis bleiben. Er starb 1846 in London.
Aus der 1794 geschlossenen Ehe mit Elisabeth-Jeanne Tébaud, einer Tochter des Nanteser Kaufmanns Jean Babtiste Tébaud, waren drei Kinder hervorgegangen. Ouvrards Frau starb 1818. In der Zeit seiner Nutzung des Anwesens Château du Raincy war Madame Tallien seine Mätresse und hatte ihm vier Kinder geschenkt. Ausdruck seines zeitweilig hohen Ansehens war 1822 bei der Hochzeit seiner Tochter Elisabeth (1795–1857) mit Louis Victor Léon de Rochechouart, Kammerherr Ludwigs XVIII. und Neffe Richelieus, die Unterzeichnung des Ehevertrags durch den König selbst. Kaufmännisch begabt war nur sein unehelicher Sohn Dr. Jules Adolphe Edouard Cabarrus (1801–1870), sein legitimer Sohn Julien Ouvrard (1798–1861) übte später im Finanzausschuss des Parlaments eine Verwaltungstätigkeit aus und war Abgeordneter des Departements Côte-d’Or.

## Werke
- Mémoires de G.-J. Ouvrard sur sa vie et ses diverses opérations financières, erste Aufl. von Bd. I/II Paris 1826, Bd. III 1827, vierte Aufl. Paris 1827